# Stahlfaserbeton
Stahlfaserbeton ist ein aus dem Grundbaustoff Beton ergänzt mit Stahlfasern bestehender Verbundwerkstoff. Er ist ein homogener Baustoff, der sowohl durch Druck, Zug und Biegung belastet werden und somit bei allen Bauformen und Belastungen angewendet werden kann. Für die Dimensionierung werden eigene Berechnungsmethoden (Bemessung) je nach Belastungsart verwendet. Die Beeinträchtigung durch Korrosion spielt bei diesem Verbundbaustoff nur eine untergeordnete Rolle.

## Geschichte
Fasern in zementgebundenen Baustoffen werden seit langem verwendet. Eine Berechnung aus statischer Sicht war aber nicht möglich, da es dafür keine mechanischen Grundlagen gab. Erst in den 1990er-Jahren wurden von verschiedenen Verbänden (beispielsweise dem Verband deutscher Stahlfaserhersteller) Grundlagen für eine Anwendung im Bauwesen geschaffen. Es folgten Richtlinien und auch eine Bemessung für Fundamentplatten, eine breite Anwendung war aber noch nicht gegeben. Mit dem Merkblatt „Stahlfaserbeton“ des Deutschen Beton- und Bautechnik-Vereins aus dem Oktober 2001 wurde in Deutschland erstmals ein allgemeiner Standard für die Bemessung, Herstellung, Verarbeitung und Prüfung von Stahlfaserbeton festgelegt. Bernhard Wietek entwickelte 2008 einen weiteren Bemessungsansatz von Stahlfaserbeton. Damit war es möglich, Bauteile entsprechend den vorkommenden Lasteinwirkungen zu bemessen.
In der DDR existierten seit 1988 Berechnungsvorschriften für Faserbeton.
Aktuelle Ansätze der Bemessung stützen sich auf probabilistische Modelle von Stahlfaserbeton, bei denen die Verteilung und Ausrichtung der Stahlfasern durch Zufallsfelder beschrieben wird. Anschließend kann man mithilfe computergestützter Simulation (beispielsweise durch Monte-Carlo-Simulation) Rückschlüsse auf das Tragverhalten ziehen.

## Anwendung
Generell ist Stahlfaserbeton für fast alle Bauteile eines Bauwerks anwendbar. Die notwendigen Abmessungen werden rechnerisch ermittelt, ebenso die Wirtschaftlichkeit. Im Gegensatz zum Stahlbeton wird Stahlfaserbeton in einem Arbeitsgang hergestellt, was zu wesentlich weniger Arbeitszeitaufwand bei der Verarbeitung führt. Dies ist ein entscheidender wirtschaftlicher Vorteil des Baustoffes Stahlfaserbeton.
Die nachfolgenden Bilder zeigen eine Auswahl solcher Anwendungen.
- Bodenplatte 30 cm und Kellerwand 20 cm
- Trafohaus
- Lagerhalle 30 × 6 × 6 m eingeschüttet
- Fundament für Schrägstützen bei einer Bergstation

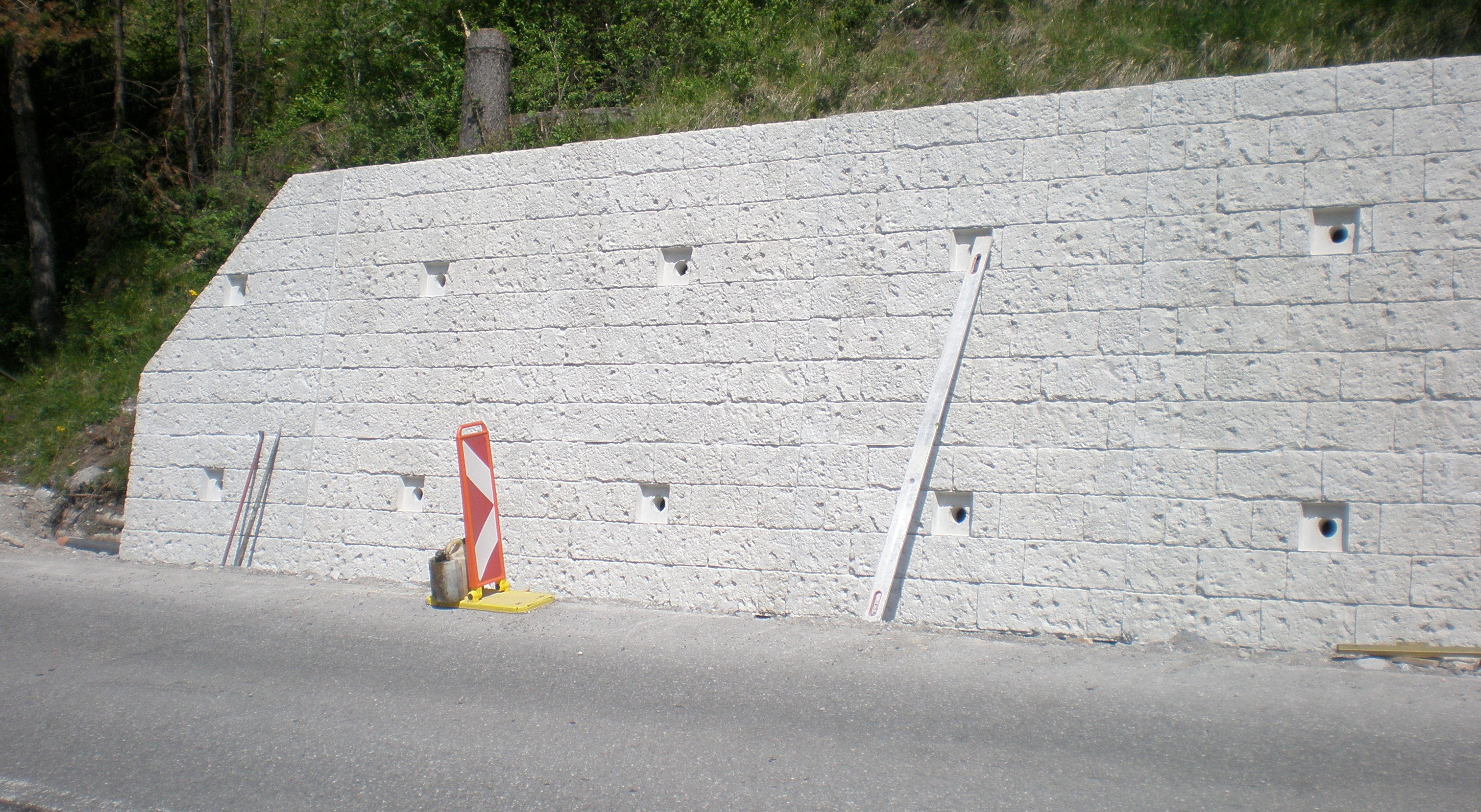
Fertigteilankerwand

Eine zusätzliche Anwendung für Stahlfaserbeton bietet sich beim Spritzbeton. Hierbei ist zwar ein höherer Maschinenverschleiß gegeben, der Mehraufwand hierfür wird jedoch durch die einfache, personalsparende Anwendung kompensiert. Nachfolgende Beispiele zeigen einige typische Anwendungen.
- Baugrube (12 m Höhe) mit vernageltem Stahlfaserspritzbeton
- Felssicherung mit vernageltem Stahlfaserspritzbeton
- Hauswand Mauerwerk gesichert

## Komponenten
Der Verbundbaustoff Stahlfaserbeton besteht im Wesentlichen aus Beton und den Stahlfasern. Durch die Mischung der beiden Teile entsteht der Stahlfaserbeton. Sowohl die Einzelbaustoffe Beton und Stahlfaser unterliegen großen Variationsmöglichkeiten als auch das Mischungsverhältnis dieser beiden (Dosierung genannt), es ist für die Eigenschaften des Endproduktes entscheidend.

### Beton

Mohr-Coulombsche Darstellung der zulässigen Spannungszustände

Die Eigenschaften von Beton und seine Bezeichnungen sind in nationalen Normen und auch im Eurocode festgelegt. Zur statischen Betrachtung kann der Werkstoff Beton mit den Stoffgesetzen von Christian Otto Mohr und Charles Augustin de Coulomb (Mohr-coulombsches Bruchkriterium) betrachtet werden. Es entsteht dabei für Werkstoffe die aktive Spannungsfläche, in der alle Spannungszustände zulässig sind, außerhalb wirkende Spannungszustände führen zum Versagen des Materials.
| Betonsorte | {\displaystyle \sigma _{d}} | {\displaystyle \sigma _{z}} | {\displaystyle \phi } | {\displaystyle \tau _{o}} | {\displaystyle \sigma _{d}/\sigma _{z}} |
| C          | N/mm²                       | N/mm²                       | Grad                  | N/mm²                     |                                         |
| ---------- | --------------------------- | --------------------------- | --------------------- | ------------------------- | --------------------------------------- |
| 16/20      | 16                          | 3,8                         | 38,0                  | 3,9                       | 4,2                                     |
| 20/25      | 20                          | 4,4                         | 39,6                  | 4,7                       | 4,5                                     |
| 25/30      | 25                          | 5,1                         | 41,3                  | 5,7                       | 4,9                                     |
| 30/37      | 30                          | 5,8                         | 42,6                  | 6,6                       | 5,2                                     |
| 35/45      | 35                          | 6,4                         | 43,6                  | 7,5                       | 5,5                                     |
| 40/50      | 40                          | 7,0                         | 44,5                  | 8,4                       | 5,7                                     |
| 45/55      | 45                          | 7,6                         | 45,3                  | 9,2                       | 5,9                                     |
| 50/60      | 50                          | 8,1                         | 46,0                  | 10,1                      | 6,1                                     |
| 55/67      | 55                          | 8,7                         | 46,7                  | 10,9                      | 6,3                                     |
| 60/75      | 60                          | 9,2                         | 47,2                  | 11,7                      | 6,5                                     |

Diese Kennwerte sind nun ein Ausgang für die Ermittlung der Festigkeiten des Verbundwerkstoffes Stahlfaserbeton.

### Stahlfaser
Die Anzahl der am Markt angebotenen Stahlfaserarten ist sehr groß. Für eine Berechnung von Bauteilen müssen jedoch die Materialfestigkeiten für die verschiedenen Fasertypen im Verbund mit Beton nachprüfbar bekannt sein. Es werden daher nur einige Fasern mit ihren Kennwerten aufgelistet. Die Kennwerte werden bei Biegeversuchen ermittelt, wobei hier der Einfluss der Stahlfaser auf das Biegetragverhalten ausgewertet wird. Dies bedarf der Untersuchung von Betonbalken und Stahlfaserbetonbalken unter normierten Versuchsbedingungen.
Mit dieser Versuchsserie werden die Kennwerte für die einzelnen Fasern untersucht.

Hakenform
Gestauchte Form

Als Ergebnis kann für die bereits untersuchten Stahlfasern folgende Liste angegeben werden.
| Bezeichnung   | Dimension | HE 55/35 | FE 65/35 |
| ------------- | --------- | -------- | -------- |
| Länge         | mm        | 35       | 35       |
| Durchmesser   | mm        | 0,55     | 0,65     |
| Dichte        | g/cm3     | 7,88     | 7,88     |
| Zugfestigkeit | N/mm²     | 1000     | 1000     |
| Faserwinkel 1 | Grad      | 42       | 47       |
| Faserwinkel 2 | Grad      | 51       | 41       |

Mit diesen Kennwerten und der entsprechenden Dosierung können nun die Festigkeitswerte des jeweiligen Stahlfaserbetons mit den Mohr-Coulombschen Zusammenhängen errechnet werden.

### Dosierung
Unter Dosierung versteht man die Menge an Stahlfasern, die im Beton eingemischt wird. Als Einheit wird Kilogramm pro Kubikmeter (kg/m³) angegeben.

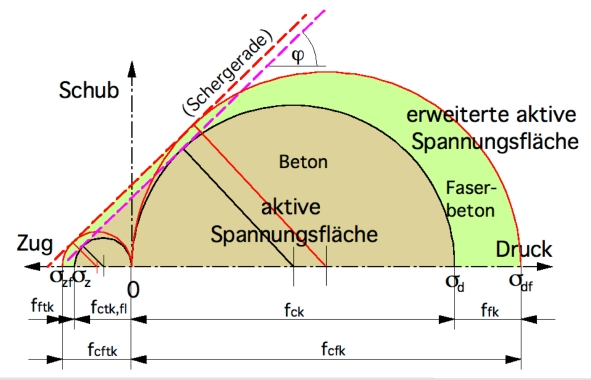
Durch Fasern erweiterte zulässige Spannungsfläche

Je nach Dosierung kann der Einfluss der Stahlfasern auf die Eigenschaften des Verbundwerkstoffes gesteuert werden. In der Berechnung wird über den Faserwinkel der Anteil der Zugfestigkeit infolge der vorhandenen Menge an Stahlfasern ermittelt. Mit diesem Zuganteil kann entsprechend dem Stoffgesetz von Mohr-Coulomb die jeweilige Zug- und Druckspannung für diese Dosierung ermittelt werden. Dies ergibt eine neue Darstellung im Spannungskreis und der zulässigen Spannungsfläche. Mit diesen zulässigen Spannungen kann nun die Bemessung eines Querschnittes durchgeführt werden.
Bei zunehmender Dosierung wird im ungerissenen Zustand die Tragfähigkeit nur mäßig erhöht, hingegen ist der Einfluss bei teilweise oder ganz gerissenem Querschnitt sehr erheblich (d. h. die Stahlfasern halten hauptsächlich den Biegezug). Es zeigt sich, dass im Gegensatz zu Beton der Stahlfaserbeton ein Nachrissverhalten hat, das sich sehr positiv auswirkt.

## Tragverhalten
Für die Bemessung von Bauteilen aus Stahlfaserbeton gibt es 2010 in Deutschland zum Beispiel allgemeine bauaufsichtliche Zulassungen vom Deutschen Institut für Bautechnik in Berlin, wie über den Zulassungsgegenstand Fundamentplatten aus Stahlfaserbeton. In dieser Zulassung muss sich der Anwender bei einer Bemessung durch 75 Seiten Bemessungsnomogramme durcharbeiten, bis er zu einer Lösung kommt. Das relativ aufwändige Verfahren wird nur von Spezialisten verwendet.
Daneben existieren die Bemessungsregeln des DBV-Merkblatts. Eine weitere Lösung, die für alle Belastungszustände und Baukonstruktionen anwendbar ist, entwickelte Wietek, die im Folgenden dargestellt wird. Generell wird der Bemessungsquerschnitt in drei unterschiedliche Zustände eingeteilt:

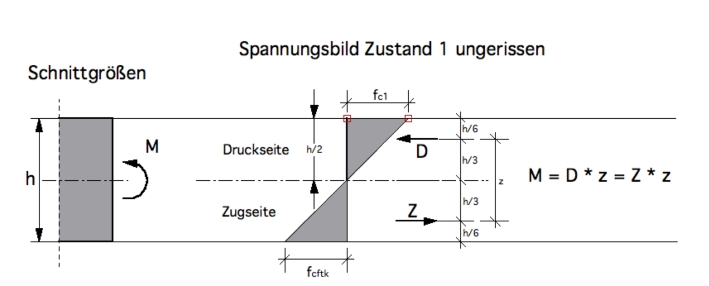
Ungerissener Querschnitt
Teilweise gerissener Zustand
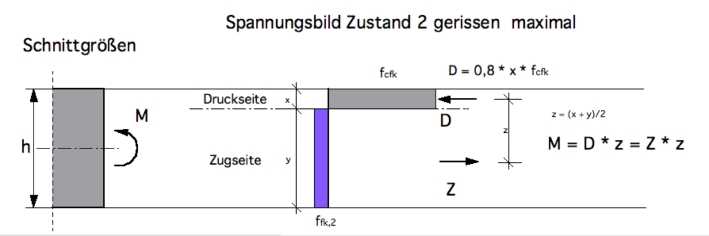
Gerissener Querschnitt

Entsprechend dem jeweiligen Zustand kann nun die Berechnung durchgeführt werden. Als Ergebnis der Variation der Risstiefe und der Dosierung ist das Bild bei Kapitel Dosierung zu sehen.
Nun können in der statischen Berechnung die einzelnen Lastfälle durchgerechnet werden. Diese sind:
- Biegung
- Biegung mit Längskraft
- Druck – Knicken
- Scherung – Querkraft
- Ausbrechen eines Auflagers

Somit können mit relativ einfachen Berechnungen die Abmessungen der jeweilig erforderlichen Querschnitte ermittelt werden. Generell wird angeraten, mit möglichst einer Betonqualität und auch Dosierung von einer Stahlfaser bei einem Bauwerk zu arbeiten. Damit vereinfachen sich die statischen Nachweise erheblich, denn es sind dann nur noch die Querschnittswerte zu errechnen.

## Berechnungsprogramme

### FB-Bem oder FC-calc
Dieses Excel-basierte Programm wurde von dem Bauingenieur Bernhard Wietek entwickelt und ist in deutscher (FB-Bem) und englischer (FC-calc) Version vorhanden. Es wird hier die Bemessung von Faserbeton für die Lastfälle Biegung, Biegung mit Längskraft, Knicken, Schub und Durchstanzen berechnet. Dabei können sämtliche Betongüten mit Fasern aus Stahl, Kunststoff oder Glas verstärkt werden.

## Erhaltung und Dauerhaftigkeit
Die Erhaltung und auch die Dauerhaftigkeit von Stahlfaserbeton kann direkt mit der des Baustoffes Beton verglichen werden. Es sind die Eigenschaften des Betons vorherrschend, sodass keine zusätzlichen Maßnahmen getroffen werden müssen. Der einzige Unterschied ist bei der Korrosion der Stahlfasern, die eigens zu betrachten sind.

### Korrosion
Durch Carbonatisierung beziehungsweise Chlorideindringung in Betonoberflächen besteht die Gefahr der Korrosion der Stahlfasern. Bei der Korrosion entsteht eine Volumenzunahme von Eisen zu Eisenoxiden (oder anderen Korrosionsverbindungen), die jedoch vom Beton unterdrückt wird. Da die Stahlfasern im Querschnitt meist unter einem Millimeter sind, entstehen örtlich relativ geringe Kräfte, die vom Beton meist aufgenommen werden. Somit wird von der Betonfestigkeit eine Korrosion der umliegenden Stahlfasern unterbunden und es kommt zu keiner weiteren Ausbreitung im Bauteil. An der Oberfläche können Korrosionsflecken entstehen, die ein bis zwei Millimeter in das Bauteil reichen und mit einer entsprechenden Oberflächenbehandlung unterbunden werden können.

## Regelwerke
Derzeit sind noch keine Normen in Deutschland und Österreich für Stahlfaserbeton vorhanden. Da in Deutschland keine bauaufsichtlich eingeführte technische Baubestimmung existiert, ist die allgemeine Anwendung des Stahlfaserbetons im Hoch- und Tiefbau nur mit einer Zustimmung im Einzelfall von der Obersten Bauaufsichtsbehörde des jeweiligen Bundeslandes auf Antrag des Bauherrn oder mit einer allgemeinen bauaufsichtlichen Zulassung möglich.
Mit Stahlfaserbeton befassen sich unter anderem folgende Regularien:
- Deutscher Ausschuss für Stahlbeton: Richtlinie „Stahlfaserbeton“, 2010
- SIA 162-6; SN 562162-6, Februar 1999, Stahlfaserbeton
- Merkblatt Stahlfaserbeton des DBV (Deutscher Betonverein)
- Richtlinie Faserbeton des ÖVBB (Österreichische Vereinigung für Beton und Bautechnik)
- Allgemeine Bauaufsichtliche Zulassungen des Deutschen Instituts für Bautechnik in Berlin[5]